# Ricardo Arona
Ricardo Arona (Niterói, 17 de julho de 1978) é um ex-lutador brasileiro de MMA (mixed martial arts). Ele foi membro da equipe Brazilian Top Team (BTT). Ele já competiu no PRIDE Fighting Championships e foi campeão médio do RINGS em sua carreira profissional. Em sua carreira no MMA, Ricardo Arona já venceu lutadores como Alistair Overeem, Dan Henderson, Kazushi Sakuraba, Murilo Ninja, Quinton "Rampage" Jackson, Wanderlei Silva, entre outros.

## Carreira no MMA
Arona Começou sua carreira no jiu-jitsu, foi campeão estadual, duas vezes brasileiro e três mundial. 

### ADCC
Sua popularidade cresceu quando ele lutou o ADCC no ano 2000, campeonato de submission e wrestling dos Emirados Árabes, onde conquistou o 1º lugar na categoria até 99kg sem receber um ponto.
Arona também foi campeão do ADCC no ano 2001 na categoria até 99kg e na categoria Absoluto (Sem limite de peso), totalizando 3 vitórias no campeonato sem levar nenhum ponto sequer.
Além do campeonato padrão, Arona também foi campeão da Super Luta ADCC 2003, ganhando contra Mark Kerr.

### Rings
Após o Abu Dhabi(2000), Arona participou do RINGS, um campeonato japonês de MMA. Neste, foi derrotado somente uma vez para Fedor Emelianenko, que logo se tornou campeão dos pesos pesados do PRIDE, por decisão dos juízes. Após perder para Fedor, Arona ganharia mais três lutas no RINGS e se sagraria campeão médio ao vencer Gustavo Machado por nocaute.

### Pride Fighting Championships
Depois do RINGS, Arona entrou para a então maior organização de eventos de MMA do mundo, o PRIDE Fighting Championships. Começou bem sua carreira no PRIDE, e após ter vencido suas três primeiras lutas (duas delas contra Murilo Ninja e Dan Henderson), foi nocauteado por Quinton "Rampage" Jackson devido a um "bate estaca" (slam). Arona reclamou do golpe ilegal (recebendo uma cabeçada, proibido segundo as regras do PRIDE, podendo ser vista em câmera lenta). Após alguns meses, retornou novamente ao PRIDE e ganhou mais três lutas. Em 23 de abril de 2005, Arona entrou para o PRIDE's Middleweight Grand Prix, ou PRIDE GP, que começou com um evento chamado Total Elimination 2005. Em sua primeira luta enfrentou e venceu Dean Lister por decisão unânime dos juízes. Sua vitória o levou para a segunda fase do campeonato, o Critical Countdown 2005. Nesta fase, saiu vitorioso contra o ídolo japonês Kazushi Sakuraba por TKO (interrupção pelo médico).
Arona estava agora na semifinal com seu rival da Chute Boxe, Wanderlei Silva, (campeão dos pesos médios) em 28 de agosto de 2005, num evento chamado Final Conflict 2005. Surpreendeu a todos ao vencer o campeão, por decisão dos juízes, levando à primeira derrota de Wanderlei Silva nos pesos médios do PRIDE. Após esta luta, Arona chegou à final do PRIDE, e se deparou com a revelação no mundo do MMA, o lutador Maurício "Shogun" Rua. Shogun o nocauteou no primeiro round.
Em 31 de dezembro de 2005, (PRIDE FC Shockwave 2005) Ricardo Arona lutou novamente contra Wanderlei Silva, dessa vez pelo cinturão dos pesos médios. Arona perdeu por decisão de juízes. Não satisfeito contestou o resultado, dizendo ter perdido para a máfia japonesa, não para seu rival.
Arona só voltou aos ringues contra o holandês Alistair Overeem no dia 20 de setembro de 2006, no evento PRIDE Final Conflict Absolute. Após a trocação inicial, Arona acertou-lhe um chute na perna, machucando-o e derrubando-o. Arona logo avançou sobre o oponente no chão e onde mostrou total controle. Desferiu muitos golpes no oponente até que este pediu para parar a luta.
Depois disso, Arona foi cogitado para lutar outras edições seguintes do Pride FC, mas se recusou, afirmando que só lutaria se fosse pelo título. Tendo seu desejo negado, Arona voltou 5 meses depois para tentar vingar seu amigo Rogério Minotouro contra o camaronês Rameau Thierry Sokoudjou. Mesmo com suspeita de dengue, Arona subiu ao ringue, mas acabou nocauteado pelo camaronês. Logo depois Arona foi internado e teve a dengue confirmada.

### Pós-Pride
Após mais de dois anos sem lutar (o combate contra Sokoudjou ocorreu em abril de 2007), Ricardo Arona fez sua estreia num Octógono no Bitetti Combat, evento realizado em 12 de setembro de 2009 na cidade do Rio de Janeiro, vencendo o lutador norte-americano Marvin Eastman por decisão unânime dos jurados após três rounds de cinco minutos cada. Após sua aposentadoria, Arona vive uma vida tranquila na região praiana de Niterói, Rio de janeiro, onde surfa e tem sua própria academia de jiu-jitsu. Nessa sua rotina, recebe a visita de antigos amigos de treino e de surf, como: Rodrigo Minotauro, Rogério Minotouro, Paulão filho, Paulo Zulu, Cauã Reymond, Renato Doti, Alan Góes, entre outros.

## Cartel no MMA
| Res.    | Cartel | Oponente                 | Método                                  | Evento                           | Data       | Round | Tempo | Local          | Notas                                               |
| ------- | ------ | ------------------------ | --------------------------------------- | -------------------------------- | ---------- | ----- | ----- | -------------- | --------------------------------------------------- |
| Vitória | 14–5   | Marvin Eastman           | Decisão (unânime)                       | Bitetti Combat MMA 4             | 12/09/2009 | 3     | 5:00  | Rio de Janeiro |                                                     |
| Derrota | 13–5   | Rameau Thierry Sokoudjou | Nocaute (soco)                          | Pride 34                         | 08/04/2007 | 1     | 1:59  | Saitama        |                                                     |
| Vitória | 13–4   | Alistair Overeem         | Finalização (socos)                     | Pride Final Conflict Absolute    | 10/09/2006 | 1     | 4:28  | Saitama        |                                                     |
| Derrota | 12–4   | Wanderlei Silva          | Decisão (dividida)                      | Pride Shockwave 2005             | 31/12/2005 | 3     | 5:00  | Saitama        | Pelo Cinturão Peso Médio do Pride.                  |
| Derrota | 12–3   | Mauricio Rua             | Nocaute (socos)                         | Pride Final Conflict 2005        | 28/08/2005 | 1     | 2:54  | Saitama        | Final do GP de Médios do Pride de 2005.             |
| Vitória | 12–2   | Wanderlei Silva          | Decisão (unânime)                       | Pride Final Conflict 2005        | 28/08/2005 | 2     | 5:00  | Saitama        | Semifinal do GP de Médios do Pride de 2005.         |
| Vitória | 11–2   | Kazushi Sakuraba         | Nocaute Técnico (interrupção do córner) | Pride Critical Countdown 2005    | 26/06/2005 | 2     | 5:00  | Saitama        | Quartas de Final do GP de Médios do Pride de 2005.  |
| Vitória | 10–2   | Dean Lister              | Decisão (unânime)                       | Pride Total Elimination 2005     | 23/04/2005 | 3     | 5:00  | Osaka          | Round de Abertura do GP de Médios do Pride de 2005. |
| Vitória | 9–2    | Sergey Ignatov           | Finalização (mata leão)                 | Pride 28                         | 31/10/2004 | 1     | 9:05  | Saitama        |                                                     |
| Derrota | 8–2    | Quinton Jackson          | Nocaute (slam)                          | Pride Critical Countdown 2004    | 20/06/2004 | 1     | 7:32  | Saitama        |                                                     |
| Vitória | 8–1    | Murilo Rua               | Decisão (unânime)                       | Pride 23                         | 24/11/2002 | 3     | 5:00  | Tóquio         |                                                     |
| Vitória | 7–1    | Dan Henderson            | Decisão (dividida)                      | Pride 20                         | 28/04/2002 | 3     | 5:00  | Yokohama       |                                                     |
| Vitória | 6–1    | Guy Mezger               | Decisão (dividida)                      | Pride 16                         | 24/09/2001 | 3     | 5:00  | Osaka          |                                                     |
| Vitória | 5–1    | Gustavo Machado          | Nocaute Técnico (socos)                 | Rings-10th Anniversary           | 11/08/2001 | 1     | 1:29  | Tóquio         | Ganhou o cinturão médio do Rings.                   |
| Vitória | 4–1    | Jeremy Horn              | Decisão (majoritária)                   | Rings-10th Anniversary           | 11/08/2001 | 2     | 5:00  | Tóquio         |                                                     |
| Vitória | 3–1    | Hiromitsu Kanehara       | Finalização (chave de joelho)           | Rings-World Title Series 2       | 15/06/2001 | 2     | 0:53  | Yokohama       |                                                     |
| Derrota | 2–1    | Fedor Emelianenko        | Decisão (unânime)                       | Rings-King of Kings 2000 Block B | 22/12/2000 | 3     | 5:00  | Osaka          |                                                     |
| Vitória | 2–0    | Jeremy Horn              | Decisão (dividida)                      | Rings-Millennium Combine 3       | 23/08/2000 | 2     | 5:00  | Osaka          |                                                     |
| Vitória | 1–0    | Andrei Kopylov           | Decisão (unânime)                       | Rings-Millennium Combine 1       | 20/04/2000 | 2     | 5:00  | Tóquio         |                                                     |